# Most na Menie w Bettingen
Most na Menie w Bettingen – most autostradowy w ciągu autostrady A3, nad Menem.
Obiekt znajduje się 25 km na zachód od Würzburga między węzłami autostradowymi Marktheidenfeld i Wertheim. Rozciąga się on w dzielnicy Bettingen na wysokości około 17 metrów nad Menem w km 167,7, na granicy Bawarii i Badenii-Wirtembergii. 
Po raz pierwszy został zbudowany między 1959 i 1960 rokiem. W ramach rozbudowy autostrady do drogi sześciopasmowej, został zburzony i odbudowany w latach 1997-2001.